# Kuzira Misaki
Kuzira Misaki är en udde i Antarktis. Den ligger i Östantarktis. Norge gör anspråk på området.
Terrängen inåt land är huvudsakligen platt, men söderut är den kuperad. Havet är nära Kuzira Misaki norrut. Trakten är obefolkad. Det finns inga samhällen i närheten.